# Musikåret 1961

## Händelser

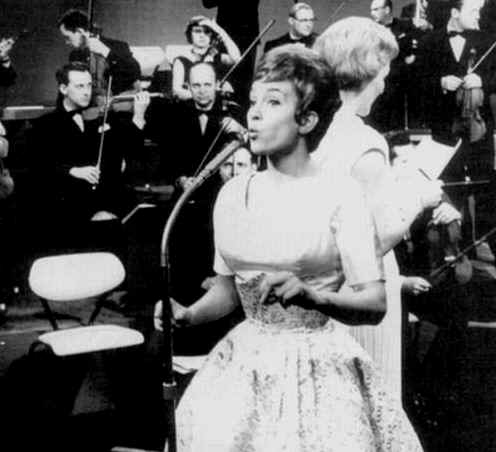
Siw Malmkvist med April, april.

- 6 februari – Siw Malmkvists och Gunnar Wiklunds låt April, april vinner den svenska uttagningen till Eurovision Song Contest på Cirkus i Stockholm, men i den europeiska finalen blir det Lill-Babs som får sjunga den[1].
- 9 februari – The Beatles gör sin debutkonsert, som "The Beatles", på the Cavern Club i Liverpool.
- 18 mars – Jean-Claude Pascals låt Nous les amoureux vinner Eurovision Song Contest i London för Luxemburg[2].
- 11 juni[3] – My Fair Lady spelas för 766:e gången på Oscarsteatern i Stockholm[4].
- 14 oktober – En jury med 200 ungdomar i Stockholm och lika många i Malmö röstar fram SR:s första Tio i topp-lista, och etta är Eddie Hodges med låten I'm Gonna Knock on Your Door[5].
- 5 december – Ray Charles arresteras för narkotikainnehav.
- 30 december – Dmitrij Sjostakovitjs Symfoni nr 4 uruppförs i Moskva med Kirill Kondrasjin som dirigent.
- okänt datum – The Beach Boys bildas i Hawthorne, Kalifornien

## Priser och utmärkelser
- Medaljen för tonkonstens främjande – Julius Rabe och Erling Carlson
- Pulitzerpriset – Walter Piston för Symfoni nr 7 (1 maj)[6].
- Spelmannen – Eric Ericson

## Årets album
Vänligen sortera soloartister på efternamn, musikgrupper på förstabokstaven (utan engelskans "The" och "A")
- John Coltrane – Africa/Brass
- John Coltrane – Coltrane Jazz
- John Coltrane – Lush Life
- John Coltrane – My Favorite Things
- John Coltrane – Settin' the Pace
- The Everly Brothers – A Date with the Everly Brothers
- The Everly Brothers – Both Sides of an Evening
- Billie Holiday – The Essential Billie Holiday: Carnegie Hall Concert Recorded Live
- Milt Jackson & John Coltrane – Bags & Trane
- Jan Johansson – 8 Bitar Johansson
- Ricky Nelson – Ricky Is 21
- Neil Sedaka – Circulate
- Neil Sedaka – Sings Little Devil and His Other Hits
- Swe-Danes – Med Swe-Danes på Berns
- Sven-Bertil Taube – Nils Ferlin

## Årets singlar & hitlåtar
Vänligen sortera soloartister på efternamn, musikgrupper på förstabokstaven (utan engelskans "The" och "A")
- Olle Adolphson – Trubbel
- The Beach Boys – Surfin' (debutsingel)
- Pat Boone – Moody River
- Hasse Burman – Iwan Iwanowitsch
- Freddy Cannon – Transistor Sister
- Ray Charles – Hit the Road Jack
- Chubby Checker – Let's Twist Again
- Sam Cooke – Cupid
- Bobby Darin – You Must Have Been a Beautiful Baby
- Miles Davis – Someday My Prince Will Come
- Jimmy Dean – Big Bad John
- Dion – Runaround Sue
- Fats Domino – Let the Four Winds Blow
- The Everly Brothers – Walk Right Back
- The Everly Brothers – Temptation
- Clarence "Frogman" Henry – (I Don't Know Why) But I Do
- Eddie Hodges – I'm Gonna Knock on Your Door
- Johnny Horton – North to Alaska
- Ben E. King – Stand by Me
- Bobby Lewis – Tossin' and Turnin'
- Lill-Babs – En tuff brud i lyxförpackning
- Lill-Babs – Som en gummiboll
- Anita Lindblom – Sånt är livet
- Little Gerhard – Gubben i månen
- Lars Lönndahl – Marie
- Siw Malmkvist – Du har bara lekt med mig
- The Marcels – Blue Moon
- The Mar-Keys – Last Night
- Ricky Nelson – Travelin' Man / Hello Mary Lou
- Sandy Nelson – Let There Be Drums
- Elvis Presley – Surrender / Lonely Man
- Elvis Presley – I Feel So Bad / Wild in the Country
- Elvis Presley – (Marie's the Name) His Latest Flame / Little Sister
- Elvis Presley – Can't Help Falling in Love / Rock-A-Hula Baby ("Twist" Special)
- Kyu Sakamoto – Sukiyaki
- Linda Scott – I've Told Ev'ry Little Star
- The Shadows – Kon-Tiki
- Del Shannon – Runaway
- Helen Shapiro – Walkin' Back to Happiness
- The Shirelles – Mama Said
- Troy Shondell – This Time
- Sven-Ingvars – Te' dans mä Karlstatösera
- Leroy Van Dyke – Walk on By
- Bobby Vee – Take Good Care of My Baby
- Monica Zetterlund – Sakta vi gå genom stan (Walkin' My Baby Back Home)[7]

## Födda
- 25 januari – Tommy Ekman, svensk sångare, medlem i Style.
- 31 januari – Lloyd Cole, brittisk sångare och låtskrivare.
- 8 februari – Vince Neil, amerikansk musiker, sångare i Mötley Crüe.
- 8 februari – Håkan Sundin, svensk tonsättare, flöjtist och saxofonist.
- 13 februari – cEvin Key, eg. Kevin Crompton, kanadensisk musiker, medlem i Skinny Puppy.
- 16 februari – Andy Taylor, brittisk musiker, gitarrist i Duran Duran.
- 28 februari – Lise-Lotte Norelius, svensk tonsättare.
- 2 mars – Catharina Backman, svensk tonsättare, dragspelare och varietéartist.
- 5 mars – Gabriella Gullin, svensk tonsättare, organist och sångare.
- 12 mars – Micke "Syd" Andersson, svensk musiker, trummis i Gyllene tider.
- 17 mars – Alexander Bard, svensk musiker.
- 19 mars – Sunleif Rasmussen, färöisk tonsättare.
- 27 mars – Anders Flodin, svensk kompositör, musiker och musikpedagog.
- 6 april – Ulf B. Nilsson, svensk kompositör, författare och trubadur.
- 12 april – Lisa Gerrard, australisk musiker, sångare och kompositör.
- 23 april – Gunnel Mauritzson, svensk folkmusik- och jazzsångare.
- 24 april – Staffan Mossenmark, svensk tonsättare.
- 4 maj – Peter Bengtson, svensk tonsättare och organist.
- 5 maj – Maria Blom Cocke, svensk sångare och konstnär
- 17 maj – Enya, irländsk sångare och låtskrivare.
- 29 maj – Lars Bröndum, svensk tonsättare, live-elektronikmusiker och gitarrist.
- 6 juni – Tom Araya, amerikansk musiker, sångare och basist i Slayer.
- 10 juni – Kim Deal, amerikansk rockmusiker, basist och sångare i The Pixies.
- 10 juni – Kelley Deal, amerikansk rockmusiker, gitarrist i The Breeders.
- 14 juni – Boy George, brittisk artist.
- 18 juni – Alison Moyet, brittisk sångare, artist.
- 20 juni – Kajsa Grytt, svensk sångare och låtskrivare.
- 21 juni – Sascha Konietzko, tysk musiker, medlem i KMFDM.
- 24 juni – Curt Smith, brittisk sångare och basist i Tears for Fears.
- 24 juni – Dennis Dannell, amerikansk rockgitarrist, Social Distortion.
- 29 juni – Greg Hetson, amerikansk musiker, gitarrist i punkbandet Bad Religion.
- 7 augusti – Annelie Nederberg, svensk tonsättare och ljuddesigner.
- 8 augusti – The Edge, eg. David Howell Evans, irländsk musiker, gitarrist i U2.
- 22 augusti – Roland Orzabal, brittisk sångare, musiker och låtskrivare i Tears for Fears.
- 6 september – Scott Travis, amerikansk musiker, trummis i Judas Priest.
- 6 september – Pål Waaktaar, norsk musiker, gitarrist och låtskrivare i A-ha.
- 12 september – Mylène Farmer, fransk sångare, låtskrivare och regissör.
- 13 september – Dave Mustaine, amerikansk musiker, medlem i Megadeth.
- 5 oktober – Ylva Q Arkvik, svensk tonsättare.
- 14 oktober – Anders Paulsson, svensk sopransaxofonist.
- 18 oktober – Wynton Marsalis, amerikansk jazztrumpetare och kompositör.
- 23 oktober – Brett Dean, australisk kompositör, violast och dirigent.
- 25 oktober – Chad Smith, amerikansk musiker, trummis i Red Hot Chili Peppers.
- 27 oktober – Håkan Hardenberger, svensk trumpetare.
- 27 oktober – Hanna Hartman, svensk tonsättare och ljudkonstnär.
- 31 oktober – Larry Mullen Jr, irländsk musiker, trummis i U2.
- 10 december – Nia Peeples, amerikansk skådespelare och sångare.

## Avlidna
- 1 januari – Ernst Brunman, 74, svensk operettsångare och skådespelare.
- 4 februari – Gunnar Malmström, 68, svensk kompositör, musikarrangör och kapellmästare.
- 19 februari – Einar Fagstad, 61, svensk sångare, skådespelare, kompositör och musiker (dragspel).
- 22 februari – Nick LaRocca, 71, amerikansk jazzmusiker.
- 1 mars – Alva Sandberg-Norrlander, 61, svensk tonsättare och musiklärare.
- 8 mars – Thomas Beecham, 81, brittisk dirigent.
- 16 mars – Václav Talich, 77, tjeckisk dirigent och violinist.
- 9 april – Melcher Melchers, 78, svensk tonsättare.
- 8 maj – Signe Kolthoff, 80, svensk skådespelare och sångare.
- 6 juni – Art Gillham, 66, amerikansk pianist, sångare och kompositör, känd som The Whispering Pianist.
- 14 juli – Ragnar Althén, 77, svensk tonsättare och organist.
- 5 augusti – Einar Ekberg, 56, svensk kristen sångare.
- 19 oktober – John Fernström, 63, svensk tonsättare, dirigent och violinist.
- 12 november – Max Hansen, 63, dansk skådespelare, sångare, kompositör och manusförfattare.
- 23 november – York Bowen, 77, brittisk tonsättare och pianist.
- 28 november – Harry Persson, 55, svensk skådespelare och sångare.